# Michel Côté (homme politique, 1937)
Pour les articles homonymes, voir Côté et Michel Côté (homonymie).
À ne pas confondre avec le député fédéral du Canada Michel Côté, né en 1942.
Michel Côté, né le 12 août 1937 à Petit-Saguenay et mort le 9 mars 2023 à Québec , est un homme politique et enseignant québécois, député de La Peltrie à l'Assemblée nationale du Québec sous la bannière du Parti québécois de 1994 jusqu'aux élections de 2003, pendant lesquelles il ne s'est présenté.

## Biographie

### Jeunesse
Michel Côté naît à Petit-Saguenay le 12 août 1937 d'Alfred Côté, un agriculteur, et de Marie-Jeanne Houde. 
Il termine ses cours classiques au Séminaire de Chicoutimi en 1958 et reçoit plus tard une formation professionnelle en relations industrielles. 
Côté est consultant pour l'Association des industries forestières du Québec de 1967 à 1978, avant de devenir directeur de formation chez REXFOR de 1978 à 1993. Entre 1985 et 1992, il est président de la Commission de normalisation des équipements de protection individuelle, puis de Degesys jusqu'en 1994. Il est l'un des fondateurs de la Société des conseillers en sécurité industrielle du Québec.

### Carrière politique
Il est élu dans la circonscription de La Peltrie en 1994, et est réélu en 1998. Il ne se présente pas aux élections de 2003.
Membre du gouvernement majoritaire, il est vice-président de la Commission de l'administration publique entre 1997 et 1998. De 1999 à 2001, il est adjoint parlementaire au ministre délégué à l'Administration et à la Fonction publique Jacques Léonard, puis est whip adjoint de 2001 à mars 2003.

### Après la vie politique
En septembre 2003, Michel Côté rejoint Medial, pour laquelle il est délégué commercial.
En 2009, il est membre du comité organisateur du Congrès international Québec-France.
Il meurt le 9 mars 2023 à Québec à l'âge de 85 ans,.

## Résultats électoraux
|                                                                                               | Nom                    | Parti                 | Nombre de voix | %      | Maj.  |
| --------------------------------------------------------------------------------------------- | ---------------------- | --------------------- | -------------- | ------ | ----- |
|                                                                                               | Michel Côté (sortant)  | Parti québécois       | 20 996         | 46,4 % | 4 862 |
|                                                                                               | Pierre-Rolland Mercier | Libéral               | 16 134         | 35,7 % | -     |
|                                                                                               | Jean-François Paquet   | Action démocratique   | 7 382          | 16,3 % | -     |
|                                                                                               | Guillaume Boivin       | Démocratie socialiste | 492            | 1,1 %  | -     |
|                                                                                               | Bruno Paquet           | Loi naturelle         | 206            | 0,5 %  | -     |
| Total                                                                                         | Total                  | Total                 | 45 210         | 100 %  |       |
| Le taux de participation lors de l'élection était de 84,4 % et 451 bulletins ont été rejetés. |                        |                       |                |        |       |

|                                                                                               | Nom             | Parti               | Nombre de voix | %      | Maj.  |
| --------------------------------------------------------------------------------------------- | --------------- | ------------------- | -------------- | ------ | ----- |
|                                                                                               | Michel Côté     | Parti québécois     | 20 475         | 49,3 % | 8 569 |
|                                                                                               | Raymond Bernier | Libéral             | 11 906         | 28,6 % | -     |
|                                                                                               | Richard Domm    | Action démocratique | 6 003          | 14,4 % | -     |
|                                                                                               | Denis Noreau    | Indépendant         | 1 418          | 3,4 %  | -     |
|                                                                                               | Marcel Paquin   | Indépendant         | 742            | 1,8 %  | -     |
|                                                                                               | Mario Valoy     | Indépendant         | 541            | 1,3 %  | -     |
|                                                                                               | Ann Royer       | Loi naturelle       | 475            | 1,1 %  | -     |
| Total                                                                                         | Total           | Total               | 41 560         | 100 %  |       |
| Le taux de participation lors de l'élection était de 85,5 % et 857 bulletins ont été rejetés. |                 |                     |                |        |       |